# Cmentarz św. Rafała na Pióromoncie w Wilnie
Cmentarz św. Rafała na Pióromoncie – znajduje się na terenie, zwanym niegdyś "Rybaki", a później "Pióromont" od nazwiska właściciela Pióro, pisarza wielkiego księcia litewskiego. To najstarszy w Wilnie katolicki cmentarz zamiejski. Był to cmentarz parafii św. Jana, a od końca XVI w. – zakonu jezuitów, a po kasacie tego zakonu w 1773 roku – pijarów – do kasaty w 1835 roku. Pierwszą kaplicę na nim (św. Teresy) zbudowali jezuici w 1680 r. Po jej zniszczeniu wskutek powodzi w XVIII w. na cmentarzu zbudowano kaplicę pogrzebową, widoczną na planie Wilna Fürstenhoffa z poł. XVIII w. Kaplicę tę odbudowano w 1889 r. w skromnym stylu neoklasycystycznym.
Na cmentarzu tym pochowano wielu ludzi kultury. Badacze są zdania, że spoczywa tam m.in. Zabłocki, znany z porzekadła "wyszedł jak Zabłocki na mydle", zmarły ok. roku 1820. Podczas walki o Wilno pochowano tu 14 lipca 1944 r. dowódcę 1 Brygady Wileńskiej porucznika "Juranda", st. sierżanta – "Struga" i plutonowego "Szarego", poległych w walce z Niemcami z ugrupowania gen. Stahela pod Krawczunami-Nowosiółkami.
Cmentarz ten już przed II wojną światową był zamknięty, zlikwidowano go w 1958 r. Pozostały na nim ślady grobów i resztki żelaznych ogrodzeń. Teren otaczają bloki mieszkalne. Płyt nagrobnych użyto do celów budowlanych.